# Der schwarze Bock
Der schwarze Bock war ein Wohn- und Geschäftshaus, das sich in einem Winkel der Schuhstraße in Braunschweig befand. Das Gebäude galt aufgrund seiner Bildschnitzerei und äußeren Verzierungen im Nachmittelalter als Zierde Braunschweigs. Die fast überladen wirkende Holzarchitektur war reichlich mit figürlichen Darstellungen und einem Wappenbild geschmückt, das einen aufsteigenden „Schwarzen Bock“ im Mittelfeld zeigt, von dem sich der umgangssprachliche Name des Hauses herleitete. Das Gebäude war mit der Brandnummer 2618 verzeichnet und hatte die Hausnummer 29.
| Stadtplan von F. W. Culemann aus dem Jahre 1798, Lage des Grundstücks Brandnummer 2618. |
| Der schwarze Bock · Braunschweig im Jahr 1798                                           |
| _ Der schwarze Bock – Lage des Grundstücks                                              |

## Geschichte
Bereits im Mittelalter hatte sich an dieser Stelle ein Haus befunden, das im Jahr 1323 als Eigentum eines Heinrich von Börs[s]um urkundlich erwähnt wurde. Im Jahr 1352 ging es in den Besitz der Kalandsherren (St. Georg) über und kam im Jahr 1411 an Bernt Rüber und 1420 an Hermann Vischer. Ungefähr ab 1491 wurde es als „tom Bocke“ (Zum Bocke) bezeichnet. Das Haus wurde im Jahr 1526 abgerissen und durch ein neues Gebäude ersetzt. Der Erbauer, ein gewisser Detmer Fraeß (Fraz), ließ dort sein Wappenschild mit dem „Schwarzen Bock“ an der Ecke des Hauses anbringen. Fraeß war von 1528 bis 1537 Bürgermeister des Weichbildes Sack. Die Benennung „Der Schwarze Bock“ wurde von den späteren Besitzern wie Stemer, Wissel, Reyders, Strube oder Haberlandt beibehalten. Im Jahr 1818 befand sich der „schwarze Bock“ im Besitz des Partikuliers und Porzellanhändlers Bornemann.
Als im Jahr 1818 auf dem Nachbargrundstück von einem Bürger namens Rischbieter ein Neubau errichtet wurde, sah sich Bornemann gezwungen an dem Gebäude umfassende Reparaturen durchführen zu lassen. Er ließ an dem Haus eine neue Vorderfront errichten und alle vorhandenen Verzierungen des „Schwarzen Bock“ entfernen. Der Versuch, den Zustand vor dem Umbau von der gegenüberliegenden mit einer Camera obscura festzuhalten, schlug aufgrund unzureichender Lichtverhältnisse fehl. Im Zuge dieser Arbeiten wurden auf einem der Ständer moralische Sprüchen und die Jahreszahl 1552 sowie einige kleine Münzen (Brakteaten) mit dem Wappen der Stadt und einige Pfennige gefunden. An den Fensterläden der unteren Etage wurden Spuren ehemaliger Malereien von Weinreben entdeckt.
Im Jahr 1828 vermietete Bornemann das Haus an Gottfried Martin Meyer (1801–1847), der dort am 1. Juni einen Musikverlag in Verbindung mit einer Musikaliendruckerei und -handlung gründete und betrieb (später im Haus „Zum Schwan“ Schuhstraße 33). Dessen Witwe Juliane (geborene Zimmer, * 29. August 1815) führte den Betrieb fort und heiratete den Musiker Henry Litolff.

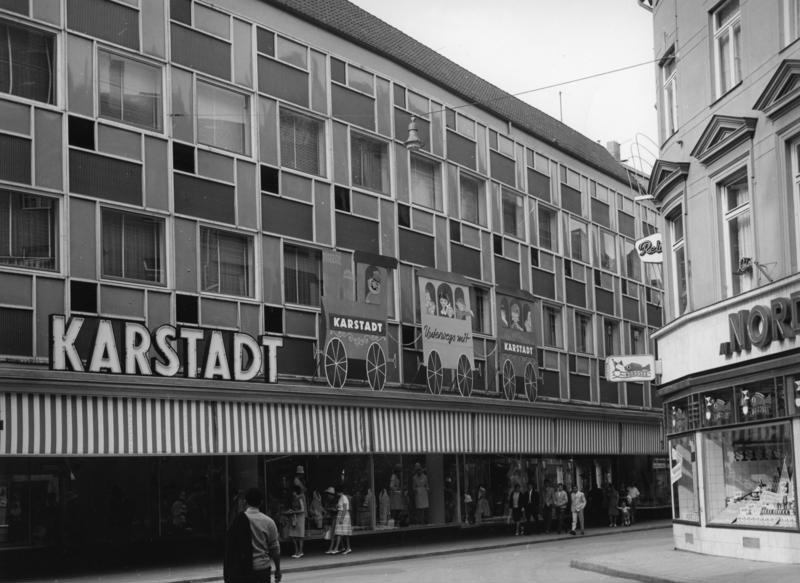
Karstadtkaufhaus Schuhstraße/Stephanstraße

Das Gebäude wurde im Jahr 1897 im Rahmen der Stadterneuerung abgerissen. Einige Figurenknaggen des Hauses wurden für die Alte Waage verwendet. Hier wurde später ein Karstadtkaufhaus eingerichtet.

## Beschreibung
Bei dem Gebäude handelte es sich um ein sogenanntes Ort- oder Eckhaus. Es befand sich neben einem Winkelhaus an einer Tweete (Stephanstraße), die von der Schuhstraße zur Schützenstraße führte. In dem vieretagigen Haus mit einem Zwischenstockwerk und mehreren Böden, wurde eine Brauerei eingerichtet. In der unteren Etage mit einer Raumhöhe von rund 5,3 m, befand sich neben dem Hauptraum ein Gastzimmer oder Comtoir (Büro). Über eine Galerie gelangte man in das Zwischengeschoss, in dem sich der eigentliche Wohnbereich für die Familie des Besitzers befand. Jede Etage ragte zur Straßenseite über die jeweils darunterliegende durch einen Überbau, der von Streben gestützt wurde heraus. Die beiden Eckständer waren mit Figuren von zwei Männern im Harnisch mit einem gezogenen Schwert in der Hand verziert. Oberhalb der Haustür war eine mit einem Dolch bewaffnete Jungfrau zu sehen. Daneben waren auf den Ständern weitere Schnitzereien angebracht, darunter ein Bildnis des Sündenfalls (Adam und Eva mit Baum und Schlange) sowie unterschiedliche Stände, Symbole für den Bettelstand, den Lehrstand (Figur mit Brille) und ein Zimmermann mit einer Axt. Die Ecke des Hauses, zur Tweete hin, war mit einer Wächterfigur mit einem Horn als Sinnbild für die bürgerliche Ordnung versehen. Auf den Streben, die die zweite Etage stützten, standen jeweils mehr als 3 Fuß hohe aus Eichenholz geschnitzte Heiligenfiguren und anderen Personen. Angefertigt hatte diese der Bildschnitzer Simon Stappen.
- Ulrich mit Bischofsstab und Fisch
- vermutlich Kosmas und Damian
- Christophorus mit Baumstamm in den Händen und Christuskind (mit Weltkugel in der Hand) auf dem Rücken
- Drei Figuren mit unterschiedlichen Gegenständen, Trinkgefäße oder Speer und Schatulle
- Mutter Gottes (Maria) mit Christuskind und dem heiligen Johannes an ihrer Seite
- Maria mit Jesus auf dem Schoß
- Barbara mit dem Turm an ihrer Seite

Die Schnitzarbeiten an der Schwelle der 2. Etage zeigten teils derbe Szenen, darunter ein Bacchus auf einem Weinfass, aber auch Delfine und Nymphen. Die Schwelle zur 3. Etage war mit Basreliefs verziert, die neben Maskenköpfen auch Jungfrauen zeigten, die auf Tauben ritten. In der Mitte befand sich die Inschrift mit der Jahreszahl der Errichtung des Hauses. anno d: m.v xxvi. Die Streben unter dem Dach waren mit Darstellungen von Spielleuten mit ihren Instrumenten versehen.
Im Ausstellungsbereich des Städtischen Museums befindet sich ein Schwellbalken des Hauses. Dieser gilt als einer der am aufwendigsten gestalteten der Stadt Braunschweig. Die Figuren treten dabei sehr plastisch hervor.